# Abbaye de Culross
L’abbaye de Culross est une ancienne abbaye cistercienne située dans le village éponyme, sur la rive septentrionale du Firth of Forth, en Écosse. Fondée en 1217, elle perdure modestement près de quatre siècles, avant d'être dissoute en 1589 ; elle passe alors au Clan Colville (en). Son église abbatiale est ensuite sécularisée au profit de l'Église d'Écosse.

## Localisation

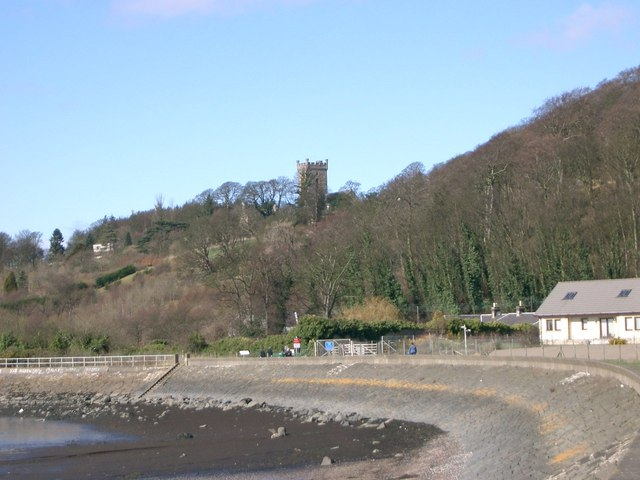
Le clocher de Curloss, au-dessus du village et du Firth of Forth.

L'abbaye à 165 pieds (une cinquantaine de mètres) d'altitude, à environ 550 mètres au nord-est du village de Culross, sur le rebord du plateau qui domine au nord le Firth of Forth.

## Histoire

### Avant les cisterciens
Certaines sources affirment la préexistence d'une communauté chrétienne avant l'arrivée des cisterciens. Servan de Culross ainsi que Kentigern de Glasgow, respectivement appelés localement Saint Serf et Saint Mungo, y auraient vécu. Des pierres tombales ornées datées entre 700 et 800 corroborent cette hypothèse.

### Fondation
Malcolm Ier, Comte de Fife, sollicite le chapitre général cistercien en 1214 afin que des moines viennent fonder un monastère sur le site qu'il a choisi pour eux. L'abbaye de Culross est fondée en 1217 par des moines de Kinloss, mais ceux-ci sont sans doute présents antérieurement au 24 février 1217, date retenue de la fondation officielle.
La construction de l'église abbatiale débute immédiatement. Toutefois, c'est un chantier de longue haleine, qui n'est pas encore complètement terminé en 1300, plus de 80 ans après la fondation de l'abbaye. La tombe de Malcolm Ier, décédé en 1229 ou 1230, est placée dans l'église abbatiale ; les aménagements ultérieurs l'ont totalement fait disparaître.

### Moyen Âge
L'abbaye de Culross reste modeste durant ses 380 années d'existence. Toutefois, si elle n'essaime pas et conserve une communauté monastique réduite, elle est cependant réputée pour, d'une part, son jardin monastique, d'autre part, la qualité de ses manuscrits.
Il semblerait que les moines de Culross aient très tôt compris l'utilité du charbon et l'aient beaucoup utilisé pour se chauffer, mais aussi pour développer leur artisanat.
Prenant acte de la diminution de la communauté et de son moindre besoin en vastes édifices, l'abbé Andrew Masoun fait détruire vers 1500 la nef et bâtit le clocher actuel à l'emplacement de celle-ci ; il réaménage également le chœur, qui désormais accueille la totalité de l'abbatiale,.

### La commende
La commende se met en place en 1511 ou 1513 à Culross, après la mort de l'abbé Stewart ; à partir de 1531, les abbés commendataires sont systématiquement issus du Clan Colville (en),.

### Dissolution du monastère
En 1540, seize moines sont recensés à l'abbaye, mais ce nombre est ensuite en rapide diminution puisqu'on n'en compte plus que dix au cours des années 1550. Alors même que le développement spirituel et la ferveur religieuse sont moribonds à Culross, l'abbaye devient un partenaire économique crucial dans l'extraction du charbon, au point d'attirer l'attention du gouvernement de Jacques VI et Ier,.
En 1589, l'abbaye est officiellement transformée en propriété temporelle de James Colville, qui reçoit le titre de Lord Colville de Culross en 1609. Le cloître de l'abbaye est alors transformé en jardin du manoir et les bâtiments conventuels sont remaniés pour constituer l'habitation elle-même. En 1597, le roi Jacques visite le nouvel édifice.

### Le devenir des bâtiments monastiques

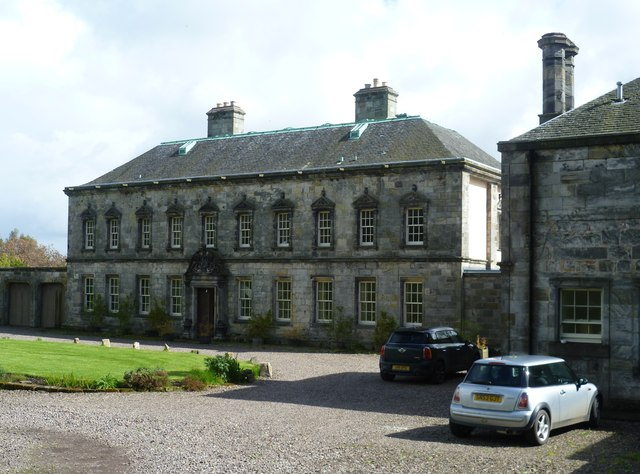
Le manoir construit à la place de l'abbaye.

À partir de 1633, la partie orientale de l'église est transformée en église paroissiale ; les autres bâtiments cessent d'être entretenus et tombent petit à petit en ruines. En 1642, le transept nord est distrait de sa fonction liturgique pour servir de tombeau à George Bruce de Carnock, ainsi qu'à sa femme et huit de leurs enfants.
En 1823, une restauration est menée mais change fortement l'aspect intérieur de l'église ; une seconde intervention en 1905 tente de revenir sur ces modifications lourdes.

## Architecture

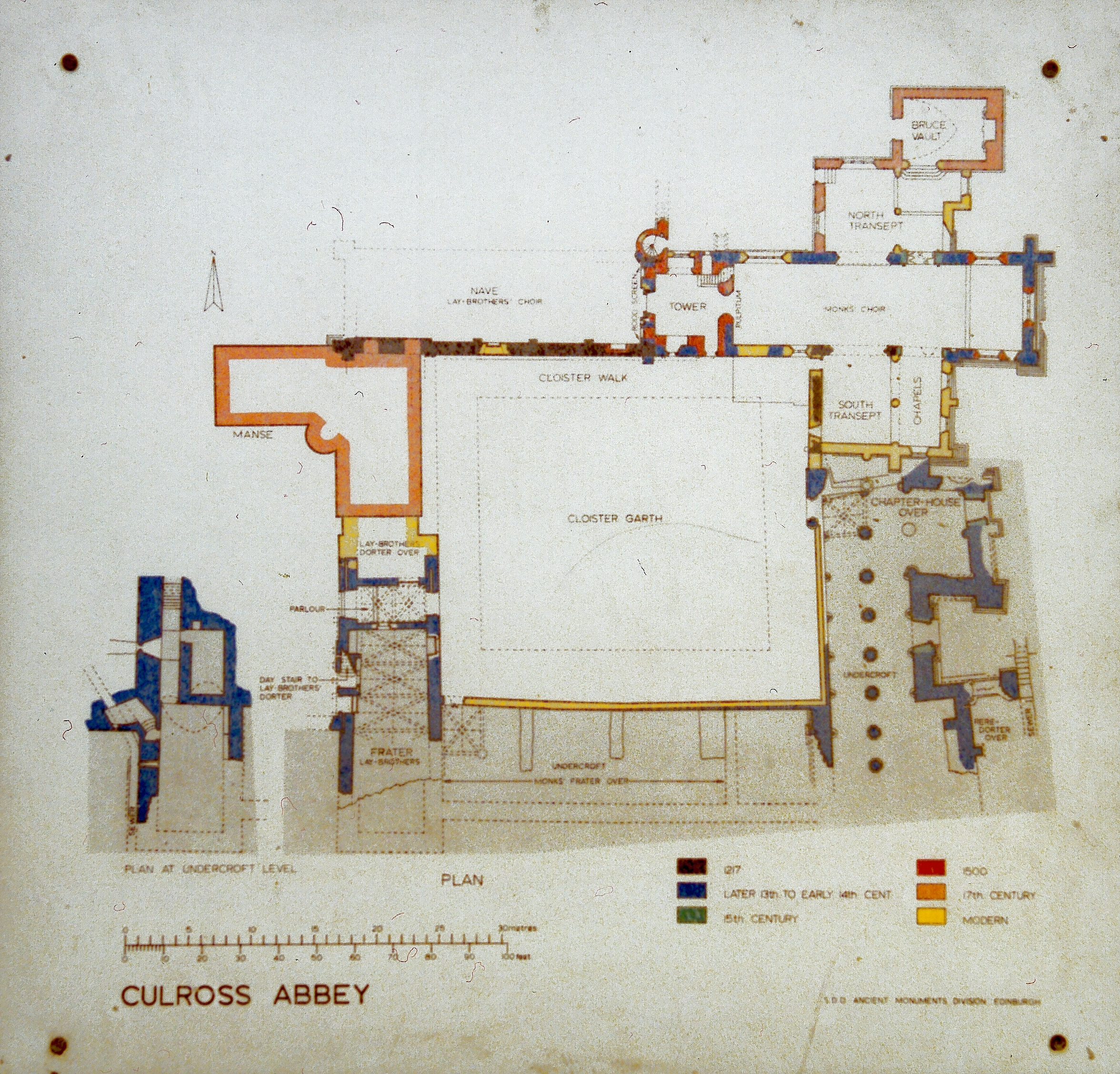
Plan de l'état actuel de l'abbaye.

### L'église abbatiale
L'église paroissiale est surmontée dès l'époque monastique d'un clocher de 84 pieds (25 mètres) de hauteur, à base carrée ; celui-ci a été construit vers 1500, et se dresse à l'emplacement de l'ancienne nef.

L'église abbatiale de Culross
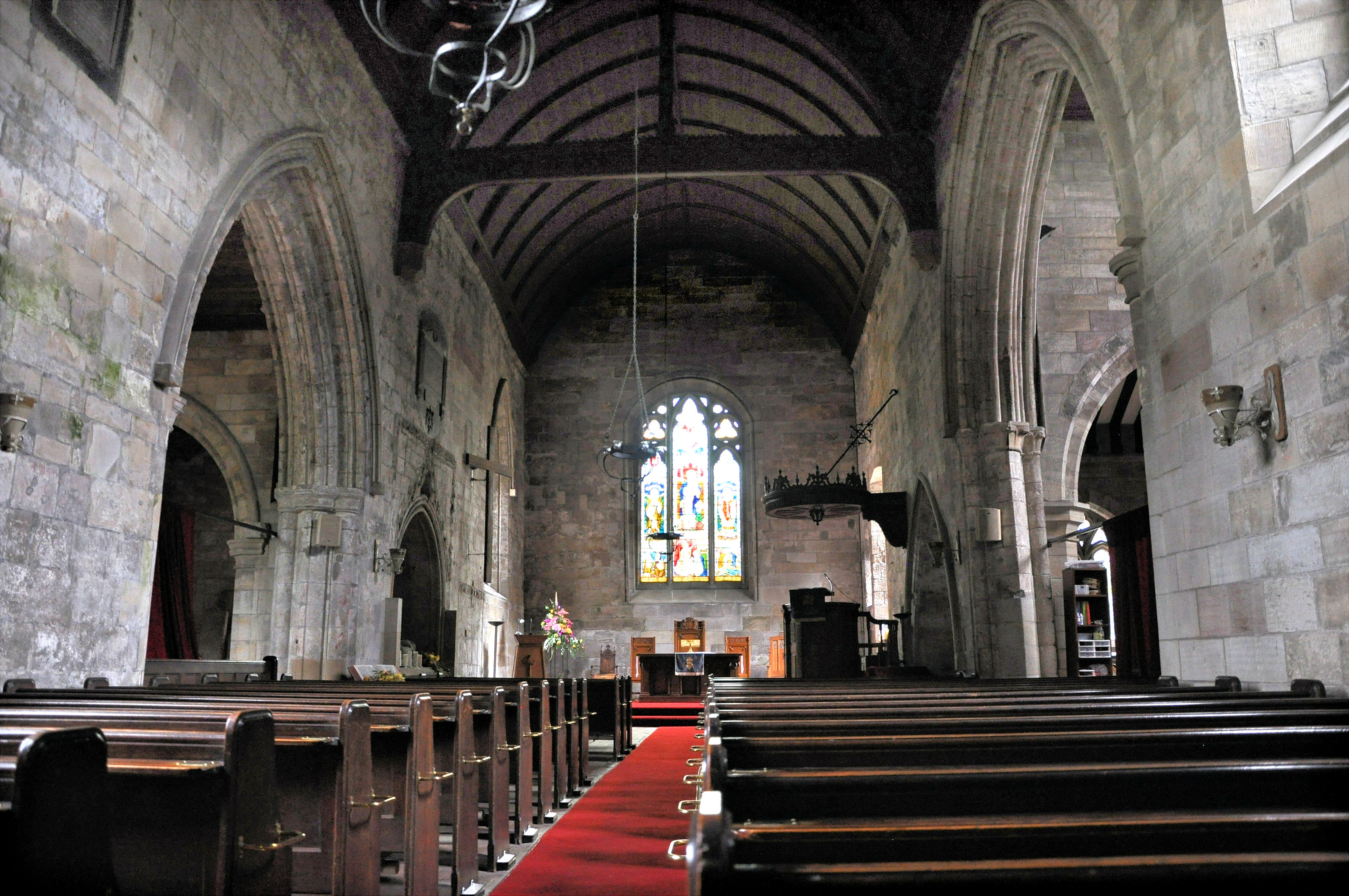
Vue intérieure de l'église en direction de l'autel.
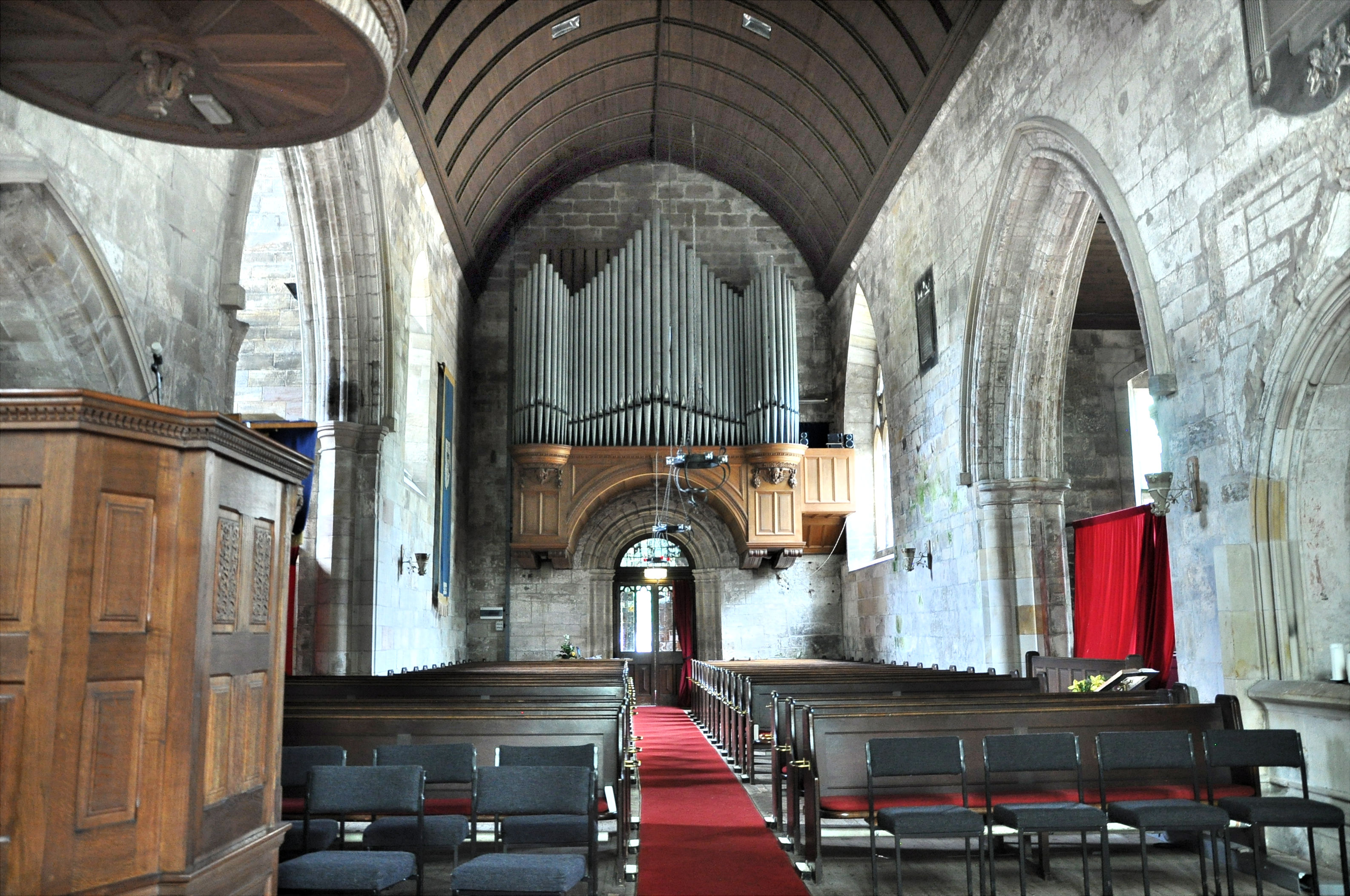
Vue intérieure de l'église depuis le chœur vers l'orgue qui domine l'entrée.
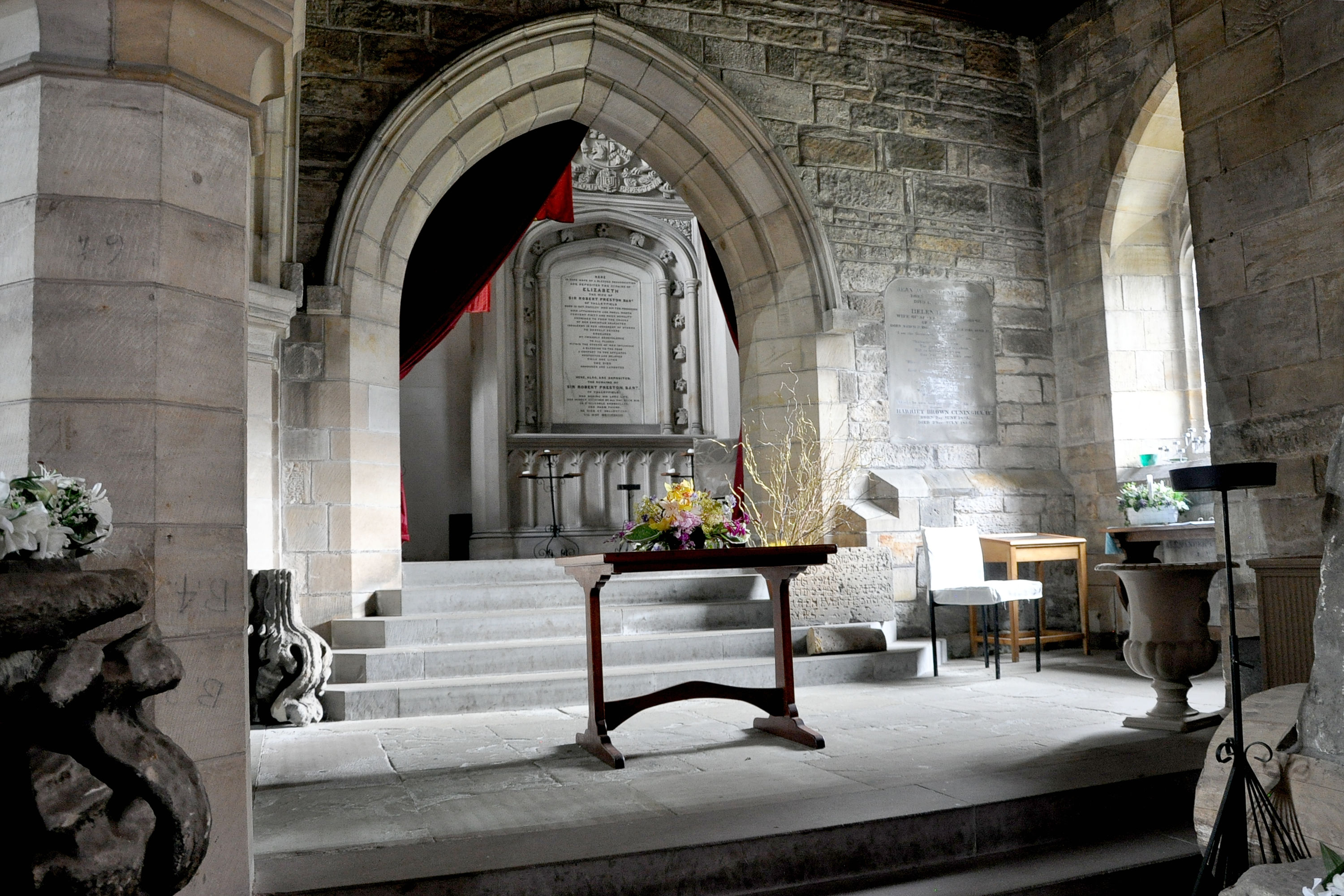
Le transept nord, aménagé en tombeau.
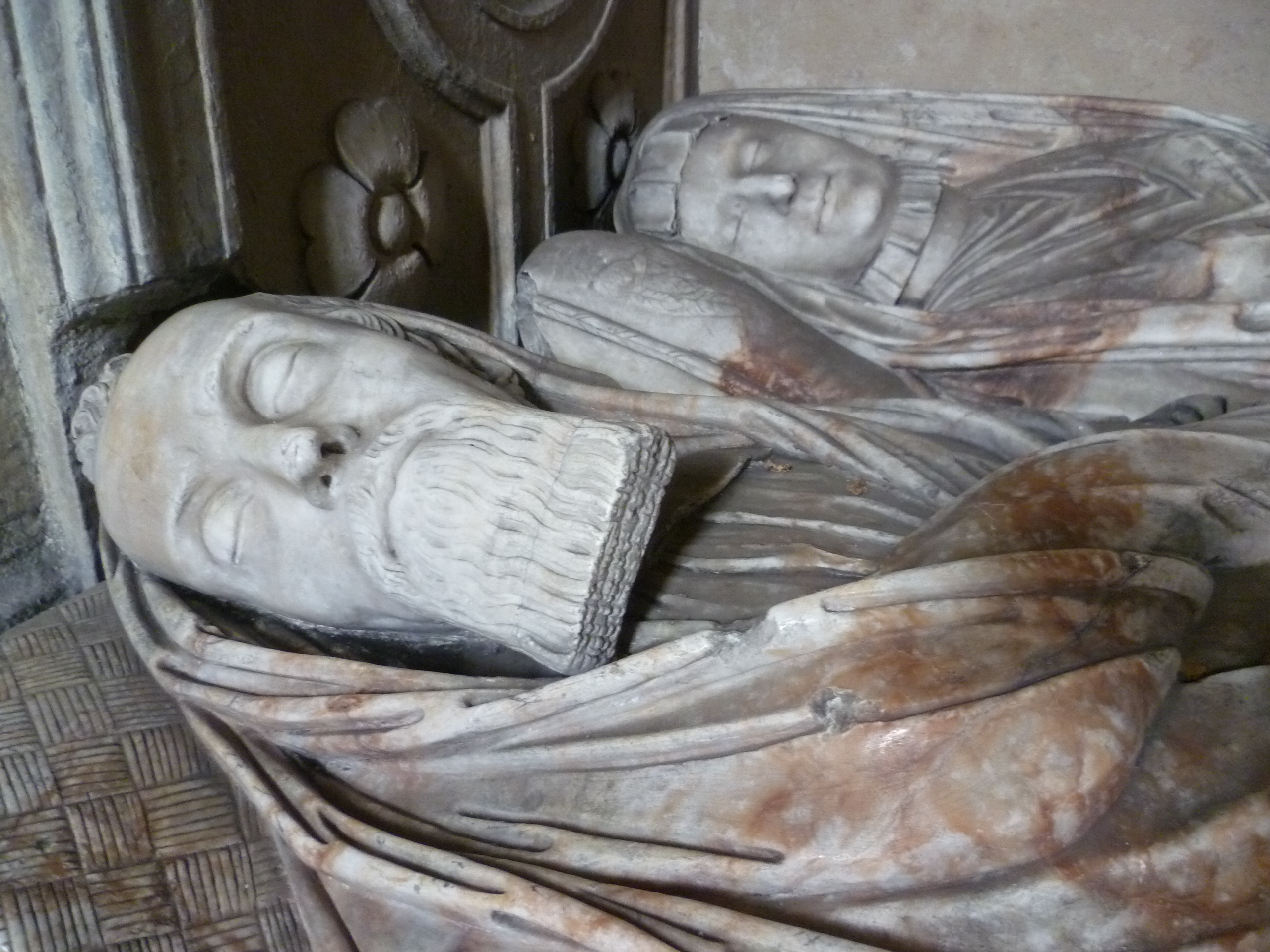
Tombeau de George Bruce de Carnock et de sa famille dans le transept nord.